# Saison 4 de New Girl
Chronologie
Saison 3 Saison 5
La quatrième saison de New Girl, série télévisée américaine, est constituée de vingt-deux épisodes et a été diffusée du 16 septembre 2014 au 5 mai 2015 sur Fox, aux États-Unis.

## Synopsis
Après des déboires amoureux, une jeune femme va s'installer à Los Angeles en colocation avec trois hommes.

## Distribution

### Acteurs principaux
- Zooey Deschanel (VF : Barbara Beretta) : Jessica « Jess » Day
- Jake Johnson (VF : Nicolas Beaucaire) : Nick Miller
- Max Greenfield (VF : Sébastien Desjours) : Schmidt
- Lamorne Morris (VF : Raphaël Cohen) : Winston Bishop
- Hannah Simone (VF : Fily Keita) : Cecilia « Cece » Parekh
- Damon Wayans Jr. (VF : Julien Chatelet) : Ernie « Coach » Tagliaboo

### Acteurs récurrents
- Julian Morris (VF : Mathias Casartelli) : Ryan, le nouveau professeur
- Curtis Armstrong (VF : Michel Mella) : le principal Foster
- Zoe Lister-Jones (VF : Alexia Lunel) : Fawn Moscato
- Meaghan Rath (VF : Pamela Ravassard) : May
- Greta Lee (VF : Céline Rotard) : Kai, la petite fille de Tran et nouvelle petite amie de Nick
- Rob Reiner (VF : Richard Leblond) : Bob, le père de Jess (2 épisodes - récurrence à travers les saisons)
- Jamie Lee Curtis (VF : Véronique Augereau) : Joan Day (1 épisode - récurrence à travers les saisons)

### Invités
- Jessica Biel (VF : Marie Zidi) : Kat (épisode 1)
- Reid Scott (VF : Laurent Mantel) : Ted (épisode 1)
- Kaitlin Olson : Ashley, la nouvelle fiancée de Bob (épisodes 3 et 16)
- Michaela Watkins : la boss de Schmidt (épisode 3)
- Alan Ritchson (VF : Stéphane Pouplard) : un gars que Jess rencontre dans le bar (épisode 4)
- Erinn Hayes : Ruth (épisode 5)
- Alexandra Daddario (VF : Caroline Victoria) : Michelle (épisode 7)
- Michael Stahl-David : Ian (épisode 7)
- Lisa Bonet (VF : Odile Schmitt) : Brenda Brown (épisode 8)
- Adam Huber : Geoff (épisode 9)
- Billy Eichner : Barry (épisode 11)
- Barry Bostwick : Robert Goodwin (épisode 11)
- Lori Greiner (en) : elle-même[3] (épisode 14)
- Nasim Pedrad (VF : Patricia Marmoras) : Aly Nelson[4] (épisodes 12 et 19)
- Justin Long (VF : Taric Mehani) : Paul Genzlinger (épisode 18)
- Nora Dunn (VF : Brigitte Virtudes) : Louise, la mère de Schmidt[5] (épisode 19)
- Fiona Gubelmann : Val[6] (épisode 19)

## Production

### Développement
Le 7 mars 2014, la série a été renouvelée pour une quatrième saison de vingt-deux épisodes.

### Casting
En mai 2014, Damon Wayans Jr. a été confirmé pour reprendre son rôle avec le statut de principal lors de cette saison.
En juillet 2014, Jessica Biel et Reid Scott ont obtenu un rôle d'invité le temps d'un épisode lors de cette saison.
En août 2014, Kaitlin Olson, Michaela Watkins, Alan Ritchson et Julian Morris ont obtenu un rôle récurrent pour Kaitlin Olson et Julian Morris et celui d'invité le temps d'un épisode pour Michaela Watkins et Alan Ritchson.
En septembre 2014, Erinn Hayes et Michael Stahl-David ont obtenu un rôle d'invité le temps d'un épisode.
En octobre 2014, Lisa Bonet, Greta Lee et Billy Eichner ont obtenu un rôle d'invité le temps d'un épisode.
En novembre 2014, Barry Bostwick, Zoe Lister-Jones et Meaghan Rath ont obtenu un rôle d'invité le temps d'un épisode.
En février 2015, Damon Wayans Jr. a annoncé son départ de la série à la fin de la saison.

### Diffusions
La saison est diffusée en simultané depuis le 16 septembre 2014 sur Fox aux États-Unis et sur Citytv, au Canada.
La diffusion francophone va se dérouler ainsi :
En France, la saison a été diffusée du 8 juillet 2016 au 19 août 2016 sur M6 ;
Aucune information concernant la diffusion de la saison dans les autres pays francophones n'est connue.

## Liste des épisodes

### Épisode 1:Le Dernier Mariage
- États-Unis : 16 septembre 2014[26] sur Fox
- Canada : 18 septembre 2014 sur Citytv[27]
- France : 8 juillet 2016 sur M6[25]

- États-Unis : 3,04 millions de téléspectateurs[28] (première diffusion)

- Jessica Biel (Kat)
- Reid Scott (Dan)

Les cinq colocataires se rendent au dernier mariage de la saison et se fixent comme objectif de tous rentrer accompagnés.

### Épisode 2:Hyper speed dating
- États-Unis /  Canada : 23 septembre 2014 sur Fox / Citytv
- France : 8 juillet 2016 sur M6

- États-Unis : 2,35 millions de téléspectateurs[29] (première diffusion)

- Chasty Ballesteros (Barb)
- Ryan O'Flanagan (Jacob)
- Jon Barinholtz (Dugan)
- Noah Applebaum (Quake)

### Épisode 3:Filles à papa
- États-Unis /  Canada : 30 septembre 2014 sur Fox / Citytv
- France : 8 juillet 2016 sur M6

- États-Unis : 2,37 millions de téléspectateurs[30] (première diffusion)

- Rob Reiner (Bob Day)
- Michaela Watkins (Gina)

### Épisode 4:Micro-défauts
- États-Unis /  Canada : 7 octobre 2014 sur Fox / Citytv
- France : 8 juillet 2016 sur M6

- États-Unis : 2,61 millions de téléspectateurs[31] (première diffusion)

- Alan Ritchson (Matt)

Afin de prouver que les filles ne sont pas superficielles, Jess accepte de sortir avec un homme un peu "diminué" sous la ceinture et concentré sur lui même. 

### Épisode 5:Un secrétaire particulier
- États-Unis /  Canada : 14 octobre 2014 sur Fox / Citytv
- France : 8 juillet 2016 sur M6

- États-Unis : 2,26 millions de téléspectateurs[32] (première diffusion)

- Erinn Hayes (Ruth)
- Angela Kinsey (Rose)
- Brian Posehn (le professeur de biologie)

À cause de la très mauvaise réception téléphonique dans le loft, Jess prend la décision d'installer un téléphone fixe. Nick prend alors un certain plaisir à être la secrétaire de ses colocs.

### Épisode 6:Un problème de meth
- États-Unis /  Canada : 4 novembre 2014 sur Fox / Citytv
- France : 8 juillet 2016 sur M6

- États-Unis : 3,38 millions de téléspectateurs[33] (première diffusion)

- Cleo King (Dorado)

- Nouveau générique.

### Épisode 7:Mes deux meilleurs amis
- États-Unis /  Canada : 11 novembre 2014 sur Fox / Citytv
- France : 11 juillet 2016 sur M6

- États-Unis : 3,01 millions de téléspectateurs[34] (première diffusion)

- Alexandra Daddario (Michelle)
- Michael Stahl-David (Ian)
- Amber Stevens (Viv)

Nick prétend être gay afin de rendre son statut d'ex- petit copain moins bizarre pour le nouveau rencard de Jess. 
Coach, de son côté, essaie d'aider Winston dans son plan drague sur le "long terme" avec leurs voisines.

### Épisode 8:Profs
- États-Unis /  Canada : 18 novembre 2014 sur Fox / Citytv
- France : 11 juillet 2016 sur M6

- États-Unis : 2,83 millions de téléspectateurs[35] (première diffusion)

- Lisa Bonet (Brenda Brown)
- Wayne Federman (Ned)
- Loretta Fox (Carol)

### Épisode 9:Sexgiving
- États-Unis /  Canada : 25 novembre 2014 sur Fox / Citytv
- France : 11 juillet 2016 sur M6

- États-Unis : 2,77 millions de téléspectateurs[36] (première diffusion)

- Alison Becker (Pearl)
- Alex Marshal-Brown (Pepper)
- Ralph Ahn (Tran)
- Meghan Falcone (Lucy)
- Greta Lee (Kai)
- Adam Huber (Geoff)

Cette année, Schmidt décide que personne ne fêtera Thanksgiving au loft mais plutôt « Sexgiving ». Chacun pioche le nom du colocataire à qui il devra apporter un rencard.

### Épisode 10:Bagarre de filles
- États-Unis /  Canada : 2 décembre 2014 sur Fox / Citytv
- France : 12 juillet 2016 sur M6

- États-Unis : 3 millions de téléspectateurs[37] (première diffusion)

- Greta Lee (Kai)
- Rebecca Reid (Nadia)

### Épisode 11:Noël à Downton Abbey
- États-Unis /  Canada : 9 décembre 2014 sur Fox / Citytv
- France : 12 juillet 2016 sur M6

- États-Unis : 3,28 millions de téléspectateurs[38] (première diffusion)

- Billy Eichner (Barry)
- Barry Bostwick (Robert Goodwin)
- Curtis Armstrong (Principal Foster)
- Steve Agee (Outside Dave)

### Épisode 12:Les Requins et les Dauphins
- États-Unis /  Canada : 6 janvier 2015 sur Fox / Citytv
- France : 12 juillet 2016 sur M6

- États-Unis : 3,19 millions de téléspectateurs[39] (première diffusion)

- Julian Morris (Ryan)
- Nasim Pedrad (Aly)
- Zoe Lister-Jones (Fawn Moscato)
- Greta Lee (Kai)
- Steve Agee (Outside Dave)

### Épisode 13:Classe verte
- États-Unis /  Canada : 13 janvier 2015 sur Fox / Citytv
- France : 13 juillet 2016 sur M6

- États-Unis : 2,9 millions de téléspectateurs[40] (première diffusion)

- Julian Morris (Ryan)
- Greta Lee (Kai)
- Curtis Armstrong (le principal Foster)
- Brian Posehn (le professeur de biologie)
- Erinn Hayes (Ruth)

### Épisode 14:Schnick industries
- États-Unis /  Canada : 3 février 2015 sur Fox / Citytv
- France : 13 juillet 2016 sur M6

- États-Unis : 2,96 millions de téléspectateurs[41] (première diffusion)

- Lori Greiner (elle-même)
- Greta Lee (Kai)

### Épisode 15:Le Barathon
- États-Unis /  Canada : 10 février 2015 sur Fox / Citytv
- France : 13 juillet 2016 sur M6

- États-Unis : 2,71 millions de téléspectateurs[42] (première diffusion)

- Julian Morris (Ryan)
- Zoe Lister-Jones (Fawn Moscato)
- Meaghan Rath (May)
- Ben Falcone (Mike)

### Épisode 16:Souvenirs de Portland
- États-Unis /  Canada : 17 février 2015 sur Fox / Citytv
- France : 14 juillet 2016 sur M6

- États-Unis : 3,08 millions de téléspectateurs[43] (première diffusion)

- Rob Reiner (Bob Day)
- Jamie Lee Curtis (Joan Day)
- Kaitlin Olson (Ashley)
- Anthony Greenfield (Jake Apex)

### Épisode 17:Arachnophobie exacerbée
- États-Unis /  Canada : 24 février 2015 sur Fox / Citytv
- France : 14 juillet 2016 sur M6

- États-Unis : 2,85 millions de téléspectateurs[44] (première diffusion)

- Zoe Lister-Jones (Fawn Moscato)

### Épisode 18:La Marche de la honte
- États-Unis /  Canada : 3 mars 2015 sur Fox / Citytv
- France : 14 juillet 2016 sur M6

- États-Unis : 2,53 millions de téléspectateurs[45] (première diffusion)

- Josh Gad (Bearclaw)
- Justin Long (Paul)
- Meaghan Rath (May)

### Épisode 19:Une maman envahissante
- États-Unis /  Canada : 31 mars 2015 sur Fox / Citytv
- France : 19 août 2016 sur M6

- États-Unis : 2,32 millions de téléspectateurs[46] (première diffusion)

- J. J. Watt (lui-même)
- Nora Dunn (Louise)
- Nasim Pedrad (Aly)
- Fiona Gubelmann (Val)

- L'épisode devait initialement être diffusé sur M6 le 15 juillet 2016 mais a été déprogrammé pour laisser place à une émission spéciale sur l'attentat de Nice survenu la veille[47].
- Aly fait un clin d'œil, dans sa façon de dire non, à Michael Kyle, personnage de la série Ma famille d'abord.[réf. nécessaire]

### Épisode 20:Golf qui peut
- États-Unis /  Canada : 7 avril 2015 sur Fox / Citytv
- France : 19 août 2016 sur M6

- États-Unis : 2,14 millions de téléspectateurs[48] (première diffusion)

- Zoe Lister-Jones (Fawn Moscato)
- Kiersey Clemons (KC)
- Artemis Pebdani (Martah Yowtz)
- Holly Sonders (elle-même)

- L'épisode devait initialement être diffusé sur 15 juillet 2016 sur M6 mais a été déprogrammé pour laisser place à une émission spéciale sur l'attentat de Nice survenu la veille[47].

### Épisode 21:Docteur de l'amour
- États-Unis /  Canada : 28 avril 2015 sur Fox / Citytv
- France : 19 août 2016 sur M6

- États-Unis : 2,07 millions de téléspectateurs[49] (première diffusion)

- Zoe Lister-Jones (Fawn Moscato)
- Meaghan Rath (May)

- L'épisode devait initialement être diffusé sur 15 juillet 2016 sur M6 mais a été déprogrammé pour laisser place à une émission spéciale sur l'attentat de Nice survenu la veille[47].

### Épisode 22:Bye bye Coach
- États-Unis /  Canada : 5 mai 2015 sur Fox[50] / Citytv
- France : 19 août 2016 sur M6

- États-Unis : 2,22 millions de téléspectateurs[51] (première diffusion)

- Meaghan Rath (May)

- L'épisode devait initialement être diffusé le 15 juillet 2016 sur M6 mais a été déprogrammé pour laisser place à une émission spéciale sur l'attentat de Nice survenu la veille[47].